# بوشنوية فنشاوية
بوشنوية فنشاوية (الاسم العلمي:Buchenavia fanshawei) هي نوع من النباتات يتبع جنس البوشنوية من الفصيلة القمبريطية.